# بیمارستان آل سنت
بیمارستان آل سنت (به انگلیسی: All Saints Hospital) بیمارستانی همگانی در شهر کیپ شرقی آفریقای جنوبی است.